# Rhododendron diversiflorum
Rhododendron diversiflorum är en ljungväxtart som beskrevs av Danet. Rhododendron diversiflorum ingår i släktet rododendron, och familjen ljungväxter. Inga underarter finns listade i Catalogue of Life.